# MPS 1270
La MPS 1270 fue la primera impresora de inyección de tinta que Commodore lanzó como parte de su serie MPS. Su impresión era muy rabosa y tenía poco contraste, incluso en papel especial, e imprimía a 28 CPS (caracteres por segundo) (modo NLQ) o a 160 CPS (modo borrador), relativamente lento. Por otro lado, comparado con las impresoras matriciales de ese tiempo, era silenciosa, y más que un leve zumbido del cabezal de impresión no se podía escuchar.
Había dos versiones de esta impresora. La MPS 1270 solo tiene una conexión Centronics, mientras que la MPS 1270A, también ofrecía la conexión serie Commodore IEC. Esto permite que el dispositivo se conecte a una computadora Commodore (C64, C128, etc.) así como también a una PC o Amiga.
Se utilizan los mismos cabezales de impresión que en la HP ThinkJet/Quietjet (HP51604A).